# Emu Heights
Emu Heights är en del av en befolkad plats i Australien. Den ligger i kommunen City of Penrith och delstaten New South Wales, i den sydöstra delen av landet, omkring 54 kilometer väster om delstatshuvudstaden Sydney. Antalet invånare är 3 362.
Närmaste större samhälle är Penrith, nära Emu Heights.
I omgivningarna runt Emu Heights växer i huvudsak städsegrön lövskog. Runt Emu Heights är det tätbefolkat, med 297 invånare per kvadratkilometer. Genomsnittlig årsnederbörd är 1 267 millimeter. Den regnigaste månaden är februari, med i genomsnitt 216 mm nederbörd, och den torraste är juli, med 25 mm nederbörd.